# Dom Wettiuszów

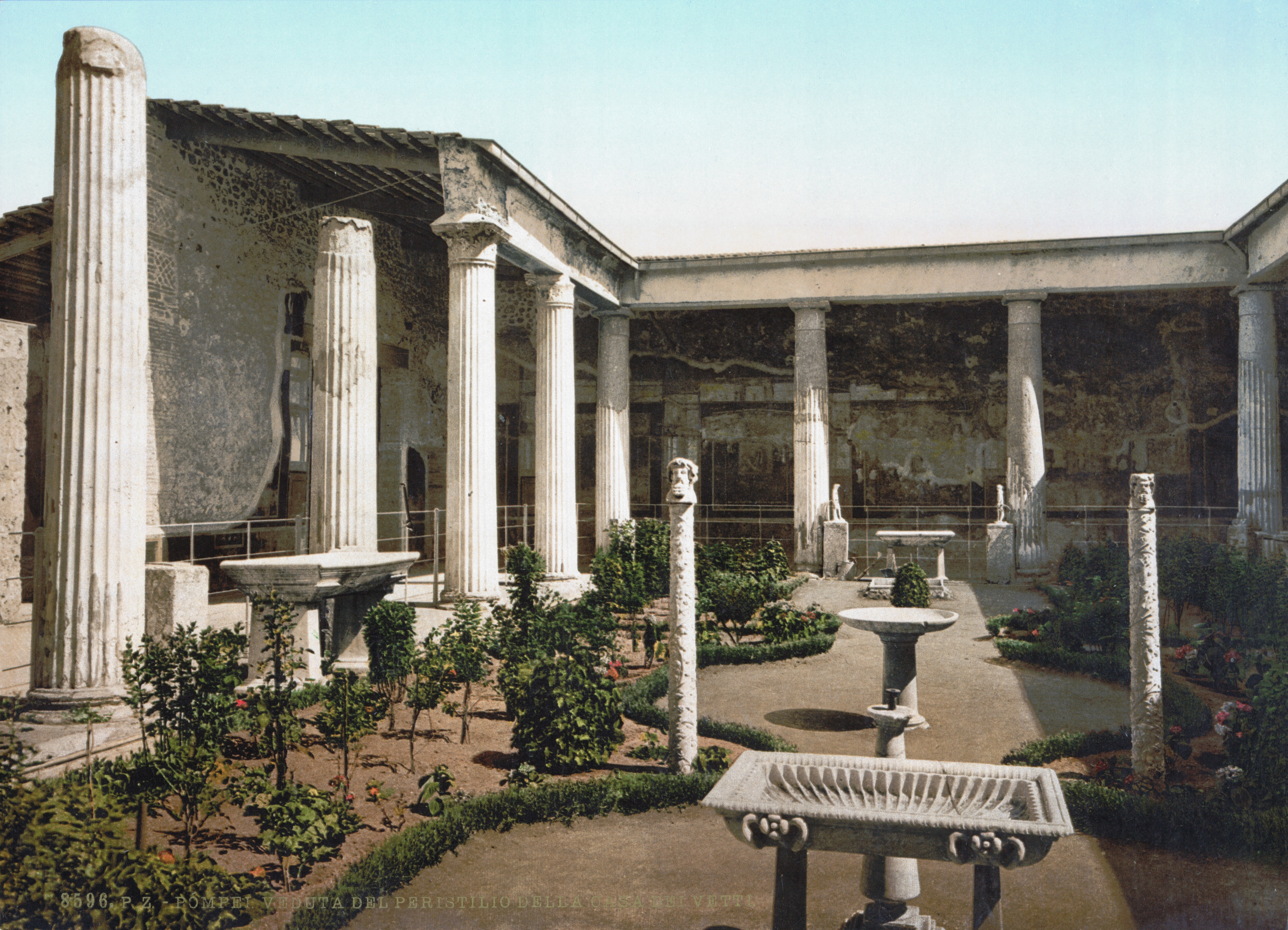
Perystyl z odtworzonym ogrodem

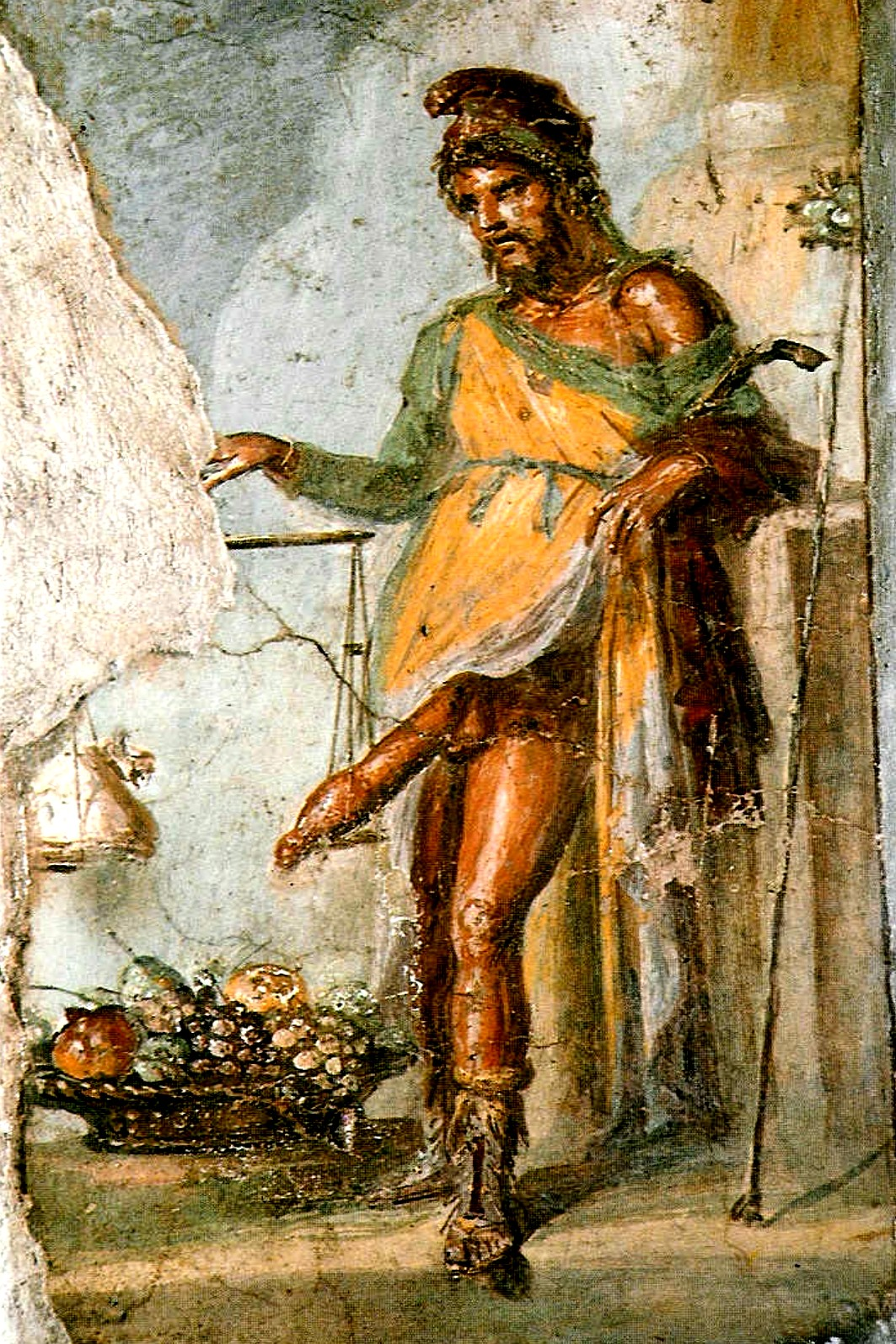
Wizerunek Priapa w przedsionku domu

Dom Wettiuszów – odkopany w XIX wieku budynek w Pompejach. Jest to niewielki, lecz bogato zdobiony dom mieszkalny, należący do dwóch kupców: Aulusza Wettiusza Restitutusa i Aulusa Wettiusza Konwiwy.
Zajmujący około połowy powierzchni parceli dom rozplanowano wzdłuż dwóch boków perystylu. Wnętrze pokrywają bogate malowidła ścienne w IV stylu pompejańskim, wykonane po trzęsieniu ziemi w 62 roku. W przedsionku domu znajduje się wizerunek Priapa, mający odstraszać złe moce. Za przedsionkiem znajduje się atrium ozdobione wizerunkami amorków, zaś po jego prawej stronie drugie, mniejsze atrium z kapliczką poświęconą larom. Na ołtarzyku przedstawiono geniusza w otoczeniu dwóch larów, pod nimi zaś wizerunek węża. Z małego atrium przechodzi się do niewielkiego pomieszczenia z kuchnią, w którym zachowało się palenisko z kociołkiem; z niego zaś przechodzi się do komnaty pokrytej malowidłami o treści erotycznej.
Prawy skrzydłowy pokój przy głównym atrium ozdabiają medaliony z wizerunkami Meduzy i sylena. Po prawej stronie perystylu znajduje się oecus, którego ściany pokryte są u góry wizerunkami budowli i bóstw, na dole zaś scenami marynistycznymi i maskami teatralnymi. W narożach umieszczono pary tańczących bachantek. Na trzech dużych obrazach figuralnych przedstawiono kolejno: Dedala i Pazyfae, Iksjona wplecionego w koło Hefajstosa i Dionizosa znajdującego śpiącą Ariadnę. Obok oecus znajduje się małe triclinium, w którym przedstawiono Achillesa wśród córek Lykomedesa i Heraklesa zaskakującego Augę przy praniu szat Ateny. Duże triclinium posiada ściany podzielone w cztery czerwone pola przedzielone czarnymi pilastrami. Fryz nad cokołem ozdobiony jest scenami z udziałem amorków, imitującymi różne zajęcia i zabawy z życia codziennego pompejańczyków.
Ściany perystylu pokryto malowidłami architektonicznymi na białym tle. Zachowały się zwęglone resztki porastających niegdyś ogród kwiatów i krzewów, na podstawie których odtworzono pierwotną florę perystylu. Zachowały się również ołowiane rury dostarczające wodę.